# Campeonato Mundial de Esgrima de 2003
El LXV Campeonato Mundial de Esgrima se celebró en La Habana (Cuba) entre el 4 y el 11 de octubre de 2003 bajo la organización de la Federación Internacional de Esgrima (FIE) y la Federación Cubana de Esgrima.
Las competiciones se realizaron en dos instalaciones deportivas de importancia de la capital cubana:
- Pabexpo: eliminatorias (4500 espectadores),
- Coliseo de la Ciudad Deportiva: finales (15 000 espectadores).

## Medallistas

### Masculino
| Evento              | Oro                                                                                   | Plata                                                                         | Bronce                                                                              |
| ------------------- | ------------------------------------------------------------------------------------- | ----------------------------------------------------------------------------- | ----------------------------------------------------------------------------------- |
| Florete individual  | Peter Joppich · Alemania                                                              | Simone Vanni · Italia                                                         | Brice Guyart · Francia · Andrea Cassarà · Italia                                    |
| Florete por equipos | Andrea Cassarà · Marco Ramacci · Salvatore Sanzo · Simone Vanni · Italia              | Wang Haibin Wu Hanxiong Ye Chong Zhou Rui China                               | Dominik Behr · Ralf Bißdorf · Peter Joppich · André Weßels · Alemania               |
| Espada individual   | Fabrice Jeannet Francia                                                               | Maxym Jvorost · Ucrania                                                       | Ulrich Robeiri · Francia · Vitali Zajarov · Bielorrusia                             |
| Espada por equipos  | Pavel Kolobkov · Serguei Kochetkov · Alexei Selin · Igor Turchin · Rusia              | Jörg Fiedler · Christoph Kneip · Wolfgang Reich · Norman Ackermann · Alemania | Robert Dingl · Magnus Malmgren · Fredrik Nilsson · Péter Vánky · Suecia             |
| Sable individual    | Volodymyr Lukashenko · Ucrania                                                        | Mihai Covaliu · Rumania                                                       | Aldo Montano · Italia · Domonkos Ferjancsik · Hungría                               |
| Sable por equipos   | Serguei Sharikov · Alexei Diachenko · Stanislav Pozdniakov · Alexei Yakimenko · Rusia | Domonkos Ferjancsik · Kende Fodor · Balázs Lengyel · Zsolt Nemcsik · Hungría  | Dmytro Boiko · Volodymyr Lukashenko · Oleh Shturbabin · Vladyslav Tretiak · Ucrania |

### Femenino
| Evento              | Oro                                                                                       | Plata                                                                                   | Bronce                                                                              |
| ------------------- | ----------------------------------------------------------------------------------------- | --------------------------------------------------------------------------------------- | ----------------------------------------------------------------------------------- |
| Florete individual  | Valentina Vezzali · Italia                                                                | Sylwia Gruchała · Polonia                                                               | Aida Mohamed · Hungría · Roxana Scarlat · Rumania                                   |
| Florete por equipos | Sylwia Gruchała · Magdalena Mroczkiewicz · Anna Rybicka · Małgorzata Wojtkowiak · Polonia | Svetlana Boiko · Yevgueniya Lamonova · Viktoriya Nikishina · Yekaterina Yusheva · Rusia | Laura Badea-Cârlescu · Roxana Scarlat · Cristina Stahl · Reka Lazăr-Szabo · Rumania |
| Espada individual   | Nataliya Konrad · Ucrania                                                                 | Maureen Nisima Francia                                                                  | Li Na · China · Cristiana Cascioli · Italia                                         |
| Espada por equipos  | Karina Aznavurian · Oxana Yermakova · Tatiana Logunova · Anna Sivkova · Rusia             | Claudia Bokel · Imke Duplitzer · Britta Heidemann · Marijana Marković · Alemania        | Adrienn Hormay · Ildikó Mincza · Tímea Nagy · Hajnalka Tóth · Hungría               |
| Sable individual    | Dorina Mihai · Rumania                                                                    | Tan Xue China                                                                           | Gioia Marzocca · Italia · Aleksandra Socha · Polonia                                |
| Sable por equipos   | Ilaria Bianco · Alessandra Lucchino · Gioia Marzocca · Rosanna Pagano · Italia            | Bao Yingying Huang Haiyang Tan Xue Zhang Ying China                                     | Yelena Əmirova Yelena Jemayeva Janna Siukayeva Anjela Volkova Azerbaiyán            |

## Medallero
| Núm. | País        | Oro | Plata | Bronce | Total |
| ---- | ----------- | --- | ----- | ------ | ----- |
| 1    | Italia      | 3   | 1     | 4      | 8     |
| 2    | Rusia       | 3   | 1     | 0      | 4     |
| 3    | Ucrania     | 2   | 1     | 1      | 4     |
| 4    | Alemania    | 1   | 2     | 1      | 4     |
| 5    | Francia     | 1   | 1     | 2      | 4     |
| 5    | Rumania     | 1   | 1     | 2      | 4     |
| 7    | Polonia     | 1   | 1     | 1      | 3     |
| 8    | China       | 0   | 3     | 1      | 4     |
| 9    | Hungría     | 0   | 1     | 3      | 4     |
| 10   | Azerbaiyán  | 0   | 0     | 1      | 1     |
| 10   | Bielorrusia | 0   | 0     | 1      | 1     |
| 10   | Suecia      | 0   | 0     | 1      | 1     |
|      | TOTAL       | 12  | 12    | 18     | 42    |